# Joaquín Hernández Galicia
Joaquín Hernández Galicia (Tampico, Tamaulipas; 12 de agosto de 1922-Tampico, 11 de noviembre de 2013), más conocido por el apodo de La Quina, fue un sindicalista y político mexicano. Por varias décadas fue líder —por sí mismo, o a través de terceros— del poderoso Sindicato de Trabajadores Petroleros de la República Mexicana (STPRM), que agrupa a los trabajadores de la empresa estatal PEMEX.

## Primeros años
Ingresó a trabajar en Petróleos Mexicanos (PEMEX) a finales de la década de 1950. En 1959 ocupó el puesto de Secretario del Trabajo de la Sección 1 de Ciudad Madero.

## Secretario general petrolero
En diciembre de 1961 se convirtió en secretario general del Sindicato Petrolero, puesto que mantuvo hasta fines de 1963. Durante su dirigencia el Sindicato Petrolero estaba integrado a la estructura corporativa de la «organización de sindicatos» del Partido Revolucionario Institucional y dentro de ese marco estuvo a cargo de mantener al Sindicato Petrolero como «leal» al régimen priísta, cuidar que las secciones sindicales movilizaran recursos humanos y materiales para favorecer al partido de gobierno cada vez que sea preciso, y ahogar prontamente –utilizando sobornos, amenazas, o golpizas– toda señal de descontento hacia el régimen dentro del movimiento sindical. 
Esto permitió a La Quina controlar la designación de presidencias municipales y con poder efectivo sobre toda clase de nombramientos de autoridades públicas en las zonas petroleras, concentrando un poder sin parangón entre los denominados caciques sindicales distribuidos en secciones sindicales numeradas en las zonas petroleras y en donde su palabra era ley; obtenía también contratos para los trabajadores "transitorios" o "definitivos" según su propio arbitrio, pasando el visto bueno de la Sección Sindical correspondiente, además de influir decisivamente sobre la designación de diputados federales y senadores, al punto de dominar políticamente todo el sur de Tamaulipas como una autoridad "de facto" más poderosa que las designadas por el gobierno estadual.
Otras denuncias apuntaban a que el control de La Quina también abarcaba el cobro de sobornos a escala masiva para la obtención de plazas y ascensos dentro de Petróleos Mexicanos, gracias al poder del Sindicato Petrolero, lo cual le habría permitido conseguir una considerable riqueza personal, con la anuencia y protección del partido de gobierno. Pese a cesó como secretario general del Sindicato Petrolero en 1963, mantuvo en la práctica el control sobre la jefatura sindical a través de fieles seguidores suyos como Salvador Barragán Camacho.

## Caída
El fin del poder e influencia (sostenido durante los sexenios de Adolfo López Mateos, Gustavo Díaz Ordaz, Luis Echeverría Álvarez, José López Portillo y Miguel de la Madrid) del discutible líder sindical llegó el 10 de enero de 1989 por órdenes del entonces presidente Carlos Salinas de Gortari, quien había asumido a la presidencia apenas el 1 de diciembre de 1988 bajo fuertes sospechas de fraude electoral y por tanto de ílegitimidad. Este hecho de golpe de timón y de enviar la señal de quien tiene las riendas de mando se le conoce en el lenguaje político mexicano como quinazo. Además de legitimar la presidencia, a ojos de la mayoría de la población, Salinas de Gortari obtuvo con el llamado quinazo el control del sindicato petrolero.
Las causas reales para la persecución de Hernández Galicia se encuentran, según varios observadores, en que se oponía a las políticas de privatización del gobierno, calificado de neoliberal, pero sobre todo que en las elecciones presidenciales de 1988 los distritos electorales habitados por trabajadores petroleros mostraron numerosos votos por el candidato opositor Cuauhtémoc Cárdenas, lo cual implicaba "deslealtad" de Hernández hacia el PRI o "ineficacia" en proteger los intereses del régimen que le amparaba. Se alegó también que Hernández Galicia había patrocinado la publicación de un libro titulado ¿Un asesino en palacio? donde se afirma que uno de los hermanos Salinas de Gortari (Raúl Salinas de Gortari o su hermano Carlos Salinas de Gortari) hijos del entonces prominente político mexicano Raúl Salinas Lozano, había asesinado con un rifle calibre 22 a una empleada doméstica en su residencia en la Ciudad de México, cuando eran niños.
El ejército mexicano en un operativo militar irrumpió en la casa del líder sindical mediante un disparo de bazuca que por cierto dio en una casa vecina y en las casas de los demás miembros de la familia en Ciudad Madero, Tamaulipas. Hernández Galicia fue condenado a 35 años de prisión por posesión ilegal de armas. Junto con La Quina cayeron todos sus allegados, encabezados por Salvador Barragán Camacho, acusados de acopio ilegal de armas y de asesinato en primer grado, pero nunca fueron acusados de corrupción política o enriquecimiento ilícito, delitos que serían más fácilmente demostrables ante la justicia. 
La Quina, Barragán y otros 30 líderes gremiales petroleros fueron encarcelados y destituidos de todos sus cargos en el sindicato petrolero, desplazados por un nuevo liderazgo esta vez encabezado por el profesor Sebastián Guzmán Cabrera para ser ocupada la jefatura cuatro años después por Carlos Romero Deschamps. Hernández Galicia fue amnistiado en 1997, durante el gobierno de Ernesto Zedillo.

## Muerte
Falleció el 11 de noviembre de 2013 en Tampico, Tamaulipas.